# Електрохроматографія
Еле́ктрохроматогра́фія (рос. электрохроматография, англ. electrochromatography) — метод хроматографічного розділення, в якому рухома рідка фаза, під дією прикладеної різниці потенціалів проходить крізь нерухому фазу (тобто в умовах електроосмосу). Деколи розділення покращується при застосуванні електрофорезу. Саме розділення здійснюється завдяки різній спорідненості аналізованих компонентів до твердої фази, на якій відбуваються процеси адсорбції/десорбції, внаслідок чого швидкість їх переміщення рідкою фазою є різною.